# Institut Barcelona d'Estudis Internacionals
L'Institut Barcelona d'Estudis Internacionals (IBEI) és un institut interuniversitari d'investigació i un centre d'ensenyament de postgrau situat a Barcelona. L'IBEI, que forma part dels Centres de Recerca de Catalunya, més coneguts pel seu acrònim CERCA, va ser creat al 2004 de manera conjunta per quatre universitats públiques de Barcelona, (la Universitat Pompeu Fabra, la Universitat de Barcelona, la Universitat Autònoma de Barcelona, la Universitat Politècnica de Catalunya i la Universitat Oberta de Catalunya que és jurídicament privada) i la Fundació CIDOB (Barcelona Centre for International Affairs), amb el propòsit d'impulsar la formació avançada i la investigació en Relacions internacionals i matèries afins.
L'IBEI està presidit per Jacint Jordana Casajuana, catedràtic de Ciència Política i de l'Administració a la Universitat Pompeu Fabra. La seva àrea principal d'investigació se centra en l'anàlisi de les polítiques públiques comparades, amb una atenció especial a les polítiques de regulació i les seves institucions especialitzades. I pel president honorífic Narcís Serra, economista i polític espanyol que va ocupar, entre altres càrrecs, els d'Alcalde de Barcelona (1979-1982), Ministre de Defensa d'Espanya (1982-1991) i Vicepresident del Govern d'Espanya (1991-1995).
Actualment, la Directora de l'Institut és Laura Chaqués Bonafont, catedràtica de Ciències Polítiques a la Universitat de Barcelona.
Els projectes d'investigació són finançats en la seva major part mitjançant projectes d'investigació obtinguts en convocatòries competitives, provinents especialment de la Comissió Europea, el Govern d'Espanya, la Generalitat de Catalunya i altres institucions públiques i privades. Té la forma jurídica de fundació privada.